# Circuit de Wallonie 2024
La 58e édition du Circuit de Wallonie, une course cycliste masculine sur route, a lieu en Belgique le 9 mai 2024. L'épreuve se dispute sur 190,8 kilomètres entre Charleroi et Charleroi. Elle fait partie du calendrier UCI Europe Tour 2024 en catégorie 1.1 ainsi que de la Coupe de Belgique de 2024.

## Parcours
Le départ est donné sur le boulevard Tirou à Charleroi. La première partie de la course se compose d'une grande boucle de 150 kilomètres passant notamment par Seneffe, Binche et la région vallonnée des lacs de l'Eau d'Heure. Le circuit final parcouru trois fois, comprend une difficulté de 600 mètres à 6,4 % avant la longue ligne droite d’arrivée en faux plat montant sur la chaussée de Thuin.

## Équipes participantes
| WorldTeams (5)- Alpecin-Deceuninck - Arkéa-B&B Hotels - Cofidis - Intermarché-Wanty - Team Visma \| Lease a Bike ProTeams (7)- Bingoal WB - Israel-Premier Tech - Lotto Dstny - Q36.5 Pro Cycling Team - Team Flanders-Baloise - Uno-X Mobility - TotalEnergies Équipes continentales (10)- Airtox-Carl Ras - Dukla Banská Bystrica - Equipe continentale Groupama-FDJ - Hagens Berman Jayco - Israel Premier Tech Academy - Philippe Wagner-Bazin - Tarteletto-Isorex - Team BridgeLane - Team Felt Felbermayr - Lotto Kern-Haus PSD Bank |
| |

## Classements

### Classement final
| \| Classement général \| Classement général \| Classement général \| Classement général \| Classement général \| \| Coureur \| Coureur \| Pays \| Équipe \| Temps \| \| ------------------ \| ------------------ \| ------------------ \| -------------------------------------- \| ------------------ \| \| 1er \| Arnaud De Lie \| Belgique \| Lotto Dstny \| 4 h 06 min 09 s \| \| 2e \| Axel Zingle \| France \| Cofidis \| + 0 s \| \| 3e \| Matthew Brennan \| Royaume-Uni \| Team Visma \\| Lease a Bike Development \| + 0 s \| |                 |             |                                        |                 |
| |                 |             |                                        |                 |
| Source : ProCyclingStats |                 |             |                                        |                 |
| Classement général |                 |             |                                        |                 |
| Coureur | Coureur         | Pays        | Équipe                                 | Temps           |
| 1er | Arnaud De Lie   | Belgique    | Lotto Dstny                            | 4 h 06 min 09 s |
| 2e | Axel Zingle     | France      | Cofidis                                | + 0 s           |
| 3e | Matthew Brennan | Royaume-Uni | Team Visma \| Lease a Bike Development | + 0 s           |

### Classements UCI
La course attribue des points au classement mondial UCI 2024 selon le barème suivant :
| Position           | 1er | 2e | 3e | 4e | 5e | 6e | 7e | 8e | 9e | 10e | 11e | 12e | 13e à 15e | 16e à 25e |
| Classement général | 125 | 85 | 70 | 60 | 50 | 40 | 35 | 30 | 25 | 20  | 15  | 10  | 5         | 3         |